# Popple River
Popple River – miasto w Stanach Zjednoczonych, w stanie Wisconsin, w hrabstwie Forest.